# Dağal, Baklan
Dağal là một thị trấn thuộc huyện Baklan, tỉnh Denizli, Thổ Nhĩ Kỳ. Dân số thời điểm năm 2010 là 997 người.